# Sechemchet
Sechemchet byl třetím egyptským faraonem 3. dynastie, který vládl přibližně v letech 2565–2559 př. n. l. Jeho jméno lze přeložit jako „silné je společenstvo bohů“,
dějepisec Manehto o něm píše, že panoval pouze šest let.

## Život

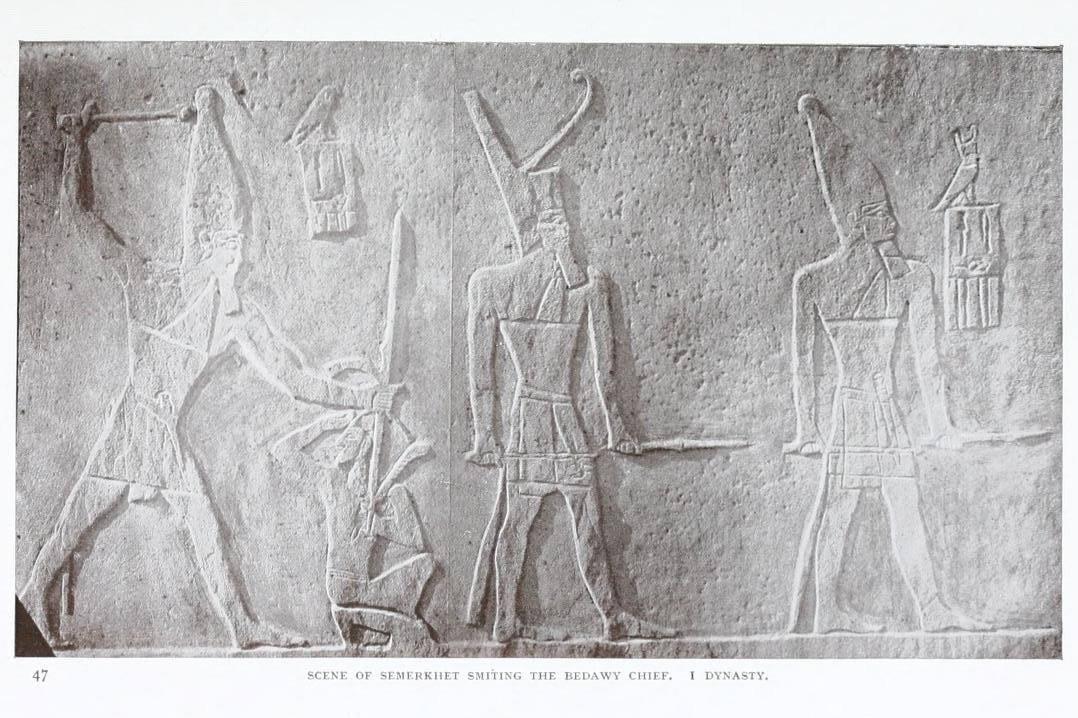
Relief Faraona Sechemcheta z Wadi Maghara

Faraonova krátká vláda způsobila, že jeho pyramida zůstala nedokončena, nadzemní části byly rozebrány na stavební kámen a postupně zmizely. Teprve v padesátých letech 20. století pyramidu objevil egyptský archeolog Mohammed Zakaria Goném.
Stavba ležela vedle Džoserovy pyramidy a je druhou nejstarší pyramidou na světě (nejstarší je Džoserova). Ačkoli byla pohřební komora nedotčená a na sarkofágu ještě ležel zuhelnatělý pohřební věnec starý 4700 let, sarkofág byl zcela prázdný. Tento neúspěch, posměch tisku a obvinění z vykradení hrobu přivedly Gonéma k sebevraždě.
Vykopávky pokračovaly a králův hrob byl objeven v pyramidovém areálu, ovšem vykraden a zcela zničen starověkými lupiči. Sechemchet, druhým jménem Sechem-Zepter, byl pravděpodobně Džoserovým bratrem. Obě pyramidy králům stavěl legendární Imhotep, jeho jméno se našlo na kvádrech ohradní zdi i s titulem první ministr.